# Terceira Guerra Macedônica
Terceira Guerra Macedônica (português brasileiro) ou Terceira Guerra Macedónica (português europeu) (171–168 a.C.) foi um conflito militar entre a República Romana, comandada por Lúcio Emílio Paulo, e o Reino da Macedônia, comandado pelo rei Perseu, e que terminou com o desmembramento da Macedônia em quatro pequenas repúblicas clientes dos romanos.

## Contexto
Depois da morte do rei Filipe V da Macedônia em 179 a.C., seu talentoso e ambicioso filho, Perseu, tomou o trono. Ele se casou com Laódice, filha do rei Seleuco IV Filopátor do Império Selêucida, e passou a investir em seu exército. Com objetivo de recuperar a glória passada da Macedônia, Perseu firmou um tratado com o Reino do Epiro e com várias tribos da Ilíria e Trácia, especialmente as inimigas das tribos trácias aliadas de Roma. Além disso, Perseu retomou o contato com algumas cidades-estado gregas, anunciando que realizaria reformas na Grécia para restaurar a prosperidade e poderio da região.

## Guerra
O rei Eumenes II de Pérgamo, inimigo dos macedônios, acusou Perseu de violar os termos do antigo tratado de paz com Roma e os demais estados gregos. As ambições de Perseu preocuparam os romanos, que temiam ver seu domínio político sobre a Grécia ameaçado pela restauração da antiga soberania antigônida na região e declararam guerra. Perseu conseguiu uma vitória inicial na Batalha de Calicino (ou "Calínico"), vencendo o exército de Públio Licínio Crasso, e ofereceu imediatamente um novo tratado de paz aos romanos, mas foi rechaçado. Os romanos já vinham enfrentando havia muito tempo problemas de disciplina entre suas tropas e os comandantes locais não conseguiram encontrar uma forma de invadir com sucesso o Reino da Macedônia.
Em 170 a.C., Perseu derrotou um segundo exército romano na Ilíria e os romanos enviaram uma embaixada à Grécia, chefiada por Marco Canínio Rébilo e Marco Fúlvio Flaco, para investigar o motivo das sucessivas derrotas no conflito. Em paralelo, o rei macedônico tentava convencer Eumenes II e Antíoco IV Epifânio, dos selêucidas, a se aliarem a ele, mas sem sucesso. No ano seguinte, o cônsul Quinto Márcio Filipo atravessou o monte Olimpo e invadiu a Macedônia, mas não conseguiu uma vitória decisiva sobre os macedônios depois da travessia. Perseu foi finalmente derrotado pelas legiões romanas do cônsul romano Lúcio Emílio Paulo na Batalha de Pidna (168 a.C.). Ele foi deposto e levado prisioneiro a Roma acompanhado por sua corte.

## Resultado
A Macedônia foi dividida em quatro repúblicas clientes de Roma, obrigadas a pagar tributos aos romanos (em valores negociados por Perseu). Além disso, os romanos levaram centenas de reféns das principais famílias macedônicas para Roma, incluindo o historiador Políbio.
Esta guerra significou o fim da Macedônia independente e da dinastia antigônida. Vinte anos depois, Roma derrotou o usurpador Andrisco, que se auto-proclamou um descendente de Filipe V, e destruiu Corinto na chamada Quarta Guerra Macedônica, um ato simbólico do poderio romano similar à destruição de Cartago ao final da Terceira Guerra Púnica, na mesma época.